# Вилльрих, Вольфганг
Вольфганг Вилльрих (нем. Wolfgang Willrich; 31 марта 1897, Геттинген — 18 октября 1948, там же) — немецкий «расовый художник» (график-портретист) и теоретик искусства.

## Биография
Родился в семье историка Гуго Вилльриха с глубокими крестьянскими корнями. Талант Вилльриха проявился еще в молодости. Приехав в 1915 году в Берлин чтобы учиться в колледже, он заметил декаданс во всех направлениях искусства. В 1916 году поступил на службу в 251-й пехотный полк в звании унтер-офицера. Воевал на Западном фронте, в конце войны попал в плен. Находясь в плену, Вилльрих много занимался рисованием. Его первые работы были изданы Международным Красным Крестом в журнале для пленных.
После освобождения продолжил обучение. С 1920 по 1927 год учился в Дрезденской Академии изобразительных искусств. С 1927 по 1931 год изучал биологию. Вступил в Танненбергский союз Людендорфа, однако, разногласия между ним и Матильдой Людендорф заставили его уйти из Союза, но он продолжал издаваться в их журнале.
Вилльрих был известен своими портретами нордических расовых типов. В 1933—1934 годах был сотрудником Имперского министерства культуры, но опять был вынужден уйти из-за проблем с окружением Людендорфа. Позже Рихард Дарре предоставил ему возможность стать независимым работником (с 12 мая 1934 года спонсором Вилльриха становится Главное управление рас и поселений СС), что позволило Вилльриху продолжать рисовать нордических крестьян, чем он занимался с большим энтузиазмом.
Вместе с Альфредом Розенбергом и Паулем Шульце-Наумбургом Вилльрих считается одним из самых фанатичных сторонников нацистской художественной политики, «нетолерантного» к представителям модернизма и еврейского искусства.
Многие его работы публиковались на почтовых открытках и плакатах, но он продолжал сохранять свою независимость. Вилльрих отклонил предложение Генриха Гиммлера стать почётным членом СС и так и не вступил в НСДАП. Он считал борьбу Третьего Рейха против дегенеративного искусства слишком пассивной. В декабря 1937 года Вилльрих опубликовал свое исследование «Очистка храма немецкого искусства. Искусство политической полемики для восстановления немецкого искусства в духе скандинавской природы». Эта резкая критика стала важным инструментом для проектирования и организации выставки «дегенеративного искусства» в Мюнхене. Вместе с Вальтером Гансеном и графом Клаусом фон Баудиссеном он помогал в организации экспозиции 1937 года.
В 1939 году попросил отправить себя на фронт в качестве фронтового художника, побывал в Польше, Франции, Норвегии, Финляндии и СССР. За это время он сделал много портретов военных командиров. Позже написал много портретов кавалеров Рыцарского креста Железного креста. В конце 1943 года вернулся в Берлин, где продолжил работу.
Последние работы Вилльриха были выполнены после войны в Аргентине. Умер от рака.

## Награды
- Железный крест
  - 2-го класса (1916)
  - 1-го класса (1918)
- Премия Общества по уходу за немецкими пленными (Швейцария; 1919)
- Почётная грамота Дрезденской академии (1924)
- Почетный крест ветерана войны с мечами

## Галерея

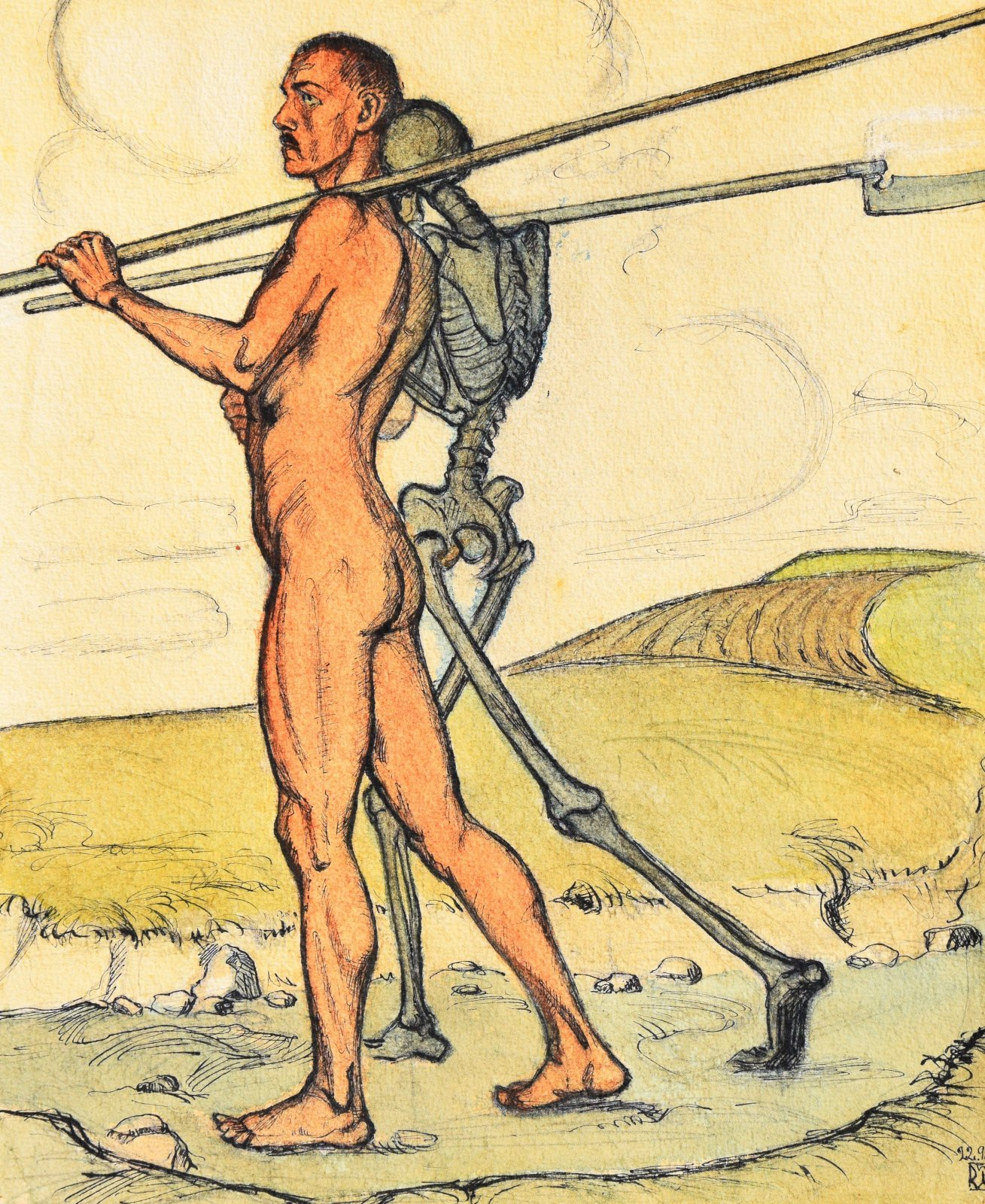
Воин и Смерть (автопортрет, 1918).
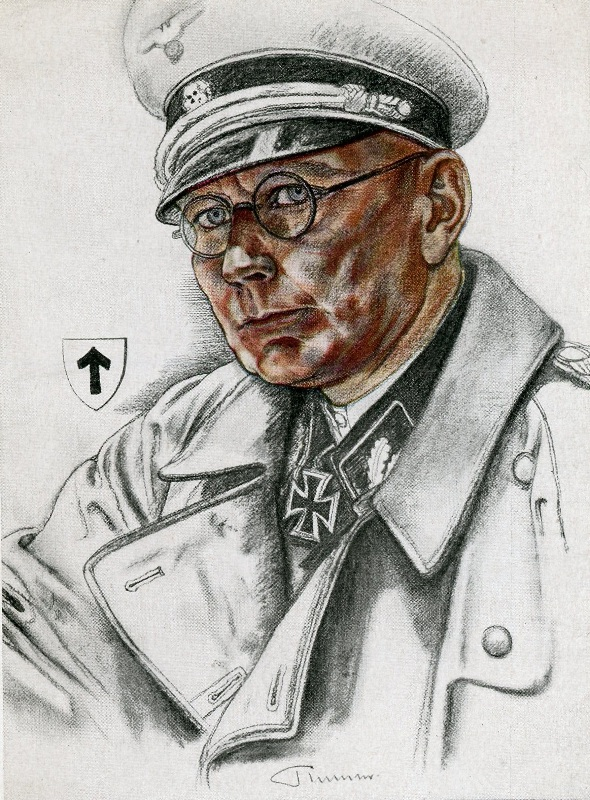
Портрет Георга Кепплера, оберфюрера СС (1941).
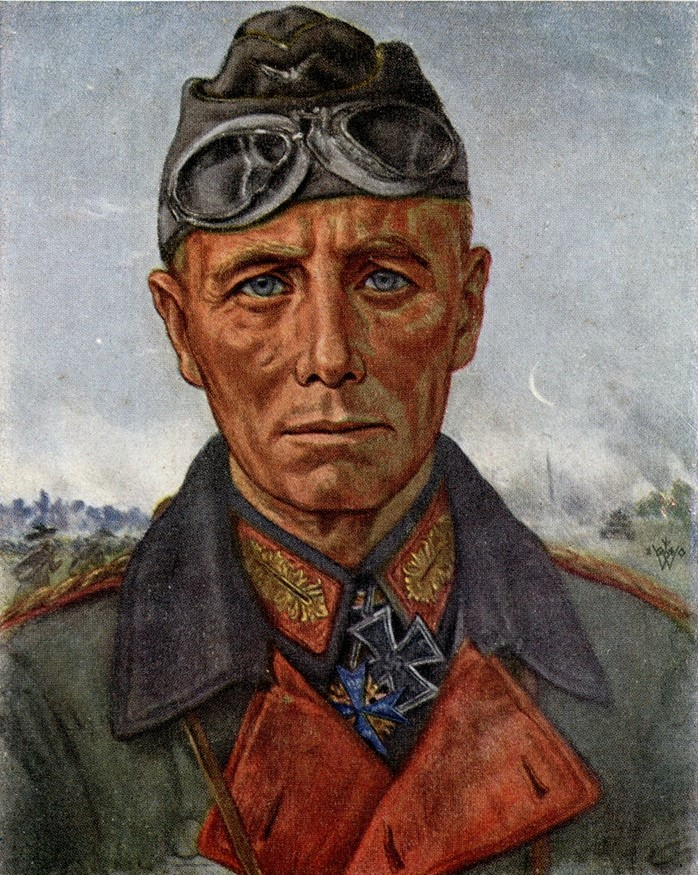
Портрет Эрвина Роммеля (1941).
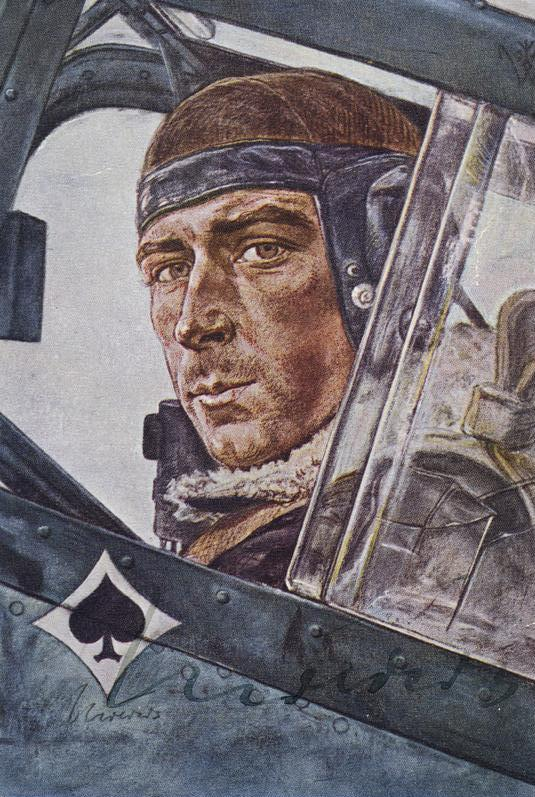
Оберстлейтенант Вернер Мёльдерс — наш лучший лётчик-истребитель (1941).
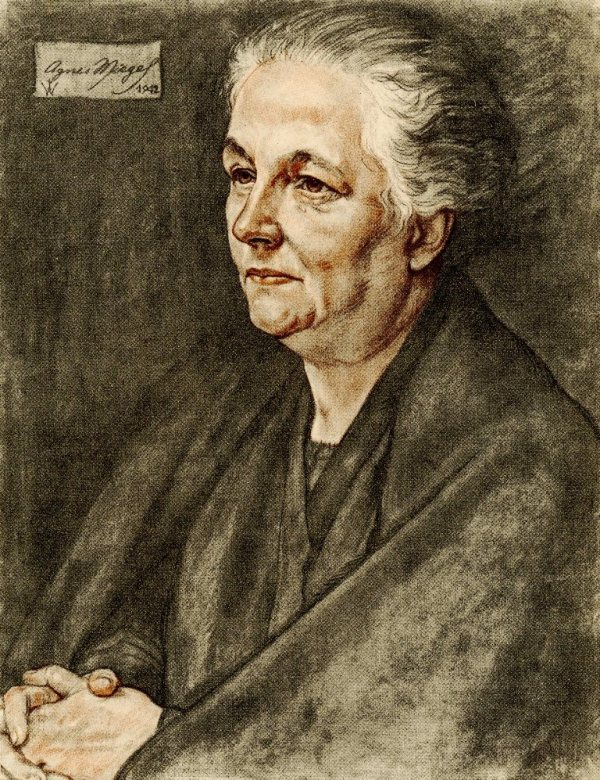
Портрет Агнес Мигель (1942).